# Mark Davis (jugador de snooker)
Mark Davis (Hastings, Sussex Oriental, Inglaterra; 12 de agosto de 1972) es un jugador profesional de snooker inglés, ganador del Campeonato del mundo Six-Red en tres ocasiones (2009, 2012 y 2013).
Davis quedó en segundo lugar en el Open de Inglaterra del año 2018, siendo vencido por su compatriota el también inglés Stuart Bingham.